# Phoma podocarpi
Phoma podocarpi är en lavart som beskrevs av Massee 1899. Phoma podocarpi ingår i släktet Phoma, ordningen Pleosporales, klassen Dothideomycetes, divisionen sporsäcksvampar och riket svampar.   Inga underarter finns listade i Catalogue of Life.